# Marcel Pilet-Golaz
Marcel Pilet-Golaz, född 31 december 1889, död 11 april 1958, var en schweizisk jurist och politiker.
Pilet-Golaz tillhörde en gammal och ansedd schweizisk släkt, och var ursprungligen verksam som advokat i Lausanne. 1925 blev han liberal ledamot av nationalrådet och av förbundsrådet från 1928 och var där kommunikationsminister. Från 1934 var han förbundspresident.